# Eren Özker
Eren Özker (Ankara, 25 juli 1948 – New York, 25 februari 1993) was een poppenspeelster die voornamelijk bekend is van haar werk met Jim Hensons Muppets.
Özker werd geboren in Turkije en groeide op in Farmington Hills in de Verenigde Staten. In de jaren 70 verhuisde ze naar New York, waar ze ging werken voor Jim Henson. Ze werkte mee aan Emmet Otter's Jug-Band Christmas, The Muppet Movie en het eerste seizoen van The Muppet Show. In de laatstgenoemde waren haar bekendste personages:
- Wanda, de zangeres van het onfortuinlijke duo Wayne and Wanda;
- Hilda, de naaister die de kostuums verzorgde voor de show;
- Janice, de gitariste van de band Dr. Teeth and the Electric Mayhem.

Nadat Özker The Muppet Show verliet na het eerste seizoen, bleven van deze drie personages alleen Janice en Wanda nog een rol spelen in Muppet-producties. De pop (Janice) werd overgenomen door Richard Hunt, die het personage tot zijn dood in 1992 speelde. Naderhand heeft onder anderen Brian Henson de rol op zich genomen.
Eren Özker stierf op 25 februari 1993 aan kanker. Ze werd 44 jaar.